# Borvo
Borvo – bóg, patronujący gorącym źródłom według mitologii celtyckiej (Galia) i chroniące przed chorobami; małżonek Damony. Podobne do Borvo cechy miało też bóstwo Belenos, w okresie rzymskim był utożsamiany z Apollonem.